# Ceratomyxa sebastici
Ceratomyxa sebastici is een microscopische parasiet uit de familie Ceratomyxidae. Ceratomyxa sebastici werd in 2003 beschreven door Zhao & Song. 